# Алиша
Али́ша Энн И́ткин (англ. Alisha Ann Itkin; после замужества — Алиша Си́намон (англ. Alisha Cinamon); род. 16 апреля 1968 года в Бруклине, Нью-Йорк, США) — американская поп-певица и композитор, известная под сценическим именем Алиша (англ. Alisha). Была популярна у местной подростковой аудитории в конце 1980-х годов.

## Биография
Алиша Иткин родилась в нью-йоркском районе Бруклин; она была четвёртой из пяти детей в семье. В 14 лет родители Алиши, заинтересованные в шоу-бизнесе, уговорили её выступить на одном из музыкальных концертов, а также записали демозапись её пения при участии местной рок-группы.
Способности юной певицы были оценены продюсером лейбла «Vanguard Records» Марком Берри, в сотрудничестве с которым исполнительница записала свой дебютный сингл «All Night Passion», тут же ставший успешным в американских чартах «Billboard». Последующие синглы Алиши также входили в хит-парады, однако особый успех получила композиция «Baby Talk», которая вошла на первую строчку хит-парада «Billboard Dance Music/Club». Помимо этого, в 1985 году Алиша была названа «Самой многообещающей новой вокалисткой» по версии музыкального журнала «Cashbox».
Популярные издания прочили Алише большой успех, сравнивая её с певицей Мадонной и Барброй Стрейзанд. Однако в 1990 году её сингл «Bounce Back» уже в последний раз оказался в первой десятке местного хит-парада, после чего певица выпустила всего лишь два сингла. Последний из них, «You Wanna Be A Star (Superstar)», вышедший в свет в 1999 году, вошёл в саундтрек к фильму «Суперзвезда».

## Дискография

### Альбомы
- «Alisha» (1985) —  NED #59[8]
- «Nightwalkin’» (1987)
- «Bounce Back» (1990) —  US Billboard 200 #166[7]

### Синглы
- «All Night Passion» (1984) —  US R&B #84, US Pop #103[6],  NED #37[9]
- «Too Turned On» (1985) —  US Hot Dance Music/Maxi-Singles Sales #7, US Dance Music/Club Play Singles #6[7]
- «Stargazing» (1985) —  US Hot Dance Music/Maxi-Singles Sales #50, US Dance Music/Club Play Singles #16[7]
- «Baby Talk» (1985) —  US Billboard Hot 100 #68, US Hot R&B/Hip-Hop Singles & Tracks #75, US Hot R&B/Hip-Hop Singles & Tracks #2, US Dance Music/Club Play Singles #1[7],  SWI #23,  GER #19,  FRA #19,  NED #9,  BEL ( Vl) #2[10]
- «Boys Will Be Boys» (1985)
- «Into My Secret» (1987) —  US Billboard Hot 100 #97[7]
  - «Into My Secret (Remix)» (1987) —  US Hot Dance Music/Maxi-Singles Sales #15, US Dance Music/Club Play Singles #9[7]
- «Let Your Heart Make Up Your Mind» (1987) —  US Hot Dance Music/Maxi-Singles Sales #35, US Dance Music/Club Play Singles #23[7]
- «I Don’t Know What Comes Over Me» (1987)
- «Wrong Number» (1990)
- «Bounce Back» (1990) —  US Billboard Hot 100 #54, US Hot Dance Music/Maxi-Singles Sales #26, US Dance Music/Club Play Singles #10[7]
- «Wherever The Rhythm Takes Me» (1996)
- «You Wanna Be A Star (Superstar)» (1999)